# Yume Shinjo
Yume Shinjo (新條 由芽 Shinjo Yume?) (Gunma, Japón; 27 de abril de 1998) era una gravure idol y actriz japonesa conocida por interpretar a Sena Hayami en Mashin Sentai Kiramager. Está representada por A-Plus. 

## Carrera
En 2018, debutó como modelo firmada por la agencia A-PLUS.
En 2020 fue elegida para Mashin Sentai Kiramager como Sena Hayami, la Kirama Green.

## Filmografía

### Televisión
- Mr. Hiiragi's Homeroom (2019): Reo Kanazawa
- Mashin Sentai Kiramager (2020): Sena Hayami (速見 瀬奈 Hayami Sena?)/Kirama Green (キラメイグリーン Kiramei Gurīn?)[3]

### Películas
- Mashin Sentai Kiramager: Episode Zero (8 de febrero de 2020): Sena Hayami (速見 瀬奈 Hayami Sena?)/Kirama Green (キラメイグリーン Kiramei Gurīn?)[4]
- Mashin Sentai Kiramager the Movie: Be-Bop Dream (20 de febrero de 2021): Sena Hayami (速見 瀬奈 Hayami Sena?)/Kirama Green (キラメイグリーン Kiramei Gurīn?)
- Mashin Sentai Kiramager vs. Ryusoulger (4 de agosto del 2021): Sena Hayami (速見 瀬奈 Hayami Sena?)/Kirama Green (キラメイグリーン Kiramei Gurīn?)